# Сделано в Венгрии
«Сделано в Венгрии» (англ. Made in Hungaria) — венгерский комедийный мюзикл 2009 года, снятый по сценарию Иштвана Ташнади, Миклоша Феньё и Норберта Кёбли режиссёром Гергеем Фоньо. Адаптированный из мюзикла с таким же названием, фильм рассказывает о жизни группы подростков из Венгрии в конце 1960-х годов, когда страна находилась под коммунистическим правлением. Фильм получил в целом положительные отзывы. По итогам 2009 года фильм был признан самым просматриваемым в Венгрии, собрав 225 000 зрителей.

## Сюжет
Вынужденный вернуться в коммунистическую Венгрию из Америки со своими родителями, Мики (Тамаш Сабо Киммел) привозит с собой бунтарский настрой, чемодан, полный рок-пластинок, и амбиции стать следующим Джерри Ли Льюисом. Он ссорится с семейным воспитателем, товарищем Бигали (Питер Шерер), и вынужден исполнять националистическую народную песню с сыном Бигали на школьном шоу талантов. Его рок-исполнение покоряет всех и искупает его вину перед друзьями и его девушкой Верой (Тюнде Кисс).

## Над фильмом работали
- Режиссёр: Гергей Фоньо
- Сценаристы: Иштван Ташнади, Миклош Феньё, Норберт Кёбли
- Продюсеры: Йожеф Чирко, Адам Неменьи, Шандор Бало, Геза Касаш, Андраш Поош
- Оператор: Шандор Чукаш
- Композитор: Роберт Гуйя
- Художники: Виктория Хорват, Жольт Нанашши, Янош Брекль

## В ролях
- Тамаш Сабо Киммел — Мики
- Тюнде Кисс — Вера
- Иван Феньо — Рёне
- Титания Валентин — Марина
- Питер Шерер — Бигали
- Тамаш Дунай — отец Мики
- Эва Вандор — мать Мики
- Лехель Ковач — Чипу
- Акош Орос — Триполиза
- Вайк Сенте — Кисниро
- Геза Хегедюс Д. — Мильтени
- Юдит Кочиш — Милтеньине
- Питер Эгри — Бреннера
- Питер Пушкас — Шампу
- Антал Черна — Балога

## Критика
Фильм был хорошо принят в Венгрии. На сайте IMDB он имеет рейтинг 6,8 звезд из десяти возможных.